# 긴급출동 24시
《긴급출동 24시》는 2013년 4월 8일부터 2014년 9월 1일까지 방송되었던 시사교양 프로그램이다.

## 기획 의도
대한민국 안전을 위해 희생한 이야기를 그린 시사교양 프로그램이다.

## 방송 시간
| 방송 채널 | 방송 기간                        | 방송 시간                            |
| --------- | -------------------------------- | ------------------------------------ |
| KBS 1TV   | 2013년 4월 8일 ~ 2014년 8월 25일 | 매주 월요일 밤 10시 55분 ~ 11시 30분 |
| KBS 1TV   | 2014년 9월 1일                   | 월요일 밤 11시 40분 ~ 12시 15분      |

## 구성
- 현장출동
- 사건의 재구성
- 별이되다

## 출연자
- 공재원
- 김광인
- 김선은
- 김영란
- 김영민
- 김학룡
- 박재현
- 배건식
- 선우철
- 성정선
- 손미희
- 손선근
- 손윤상
- 오수범
- 이가돈
- 이상필
- 조기태
- 조용주
- 최영우
- 한춘일
- 한태일
- [[홍승모]

## 같이 보기
- 추적르포 사라진 가족 (채널뷰)